# Masdevallia guerrieroi
Masdevallia guerrieroi är en orkidéart som beskrevs av Carlyle August Luer och Angel Andreetta. Masdevallia guerrieroi ingår i släktet Masdevallia och familjen orkidéer. Inga underarter finns listade i Catalogue of Life.